# Sosigenes aus Alexandria
Sosigenes aus Alexandria (altgriechisch Σωσιγένης ὅ Ἀλεξανδρεύς Sōsigénēs ho Alexandréus) war ein späthellenistischer Astronom des 1. Jahrhunderts v. Chr.
Sosigenes war bei der Kalenderreform unter Gaius Iulius Caesar (julianischer Kalender) – neben anderen, darunter wohl Acoreus – als Berater tätig und hat auch Caesars Schrift De astris, aus der nur noch Fragmente über Witterungszeichen bekannt sind, beeinflusst. Plinius der Ältere überliefert in seiner Naturalis historia die Erkenntnis des Sosigenes und Kidenas, dass der Merkur niemals mehr als 22 Grad von der Sonne entfernt stehe.
Der Mondkrater Sosigenes ist nach dem Astronomen benannt.
Im Film Cleopatra von 1963 erscheint er als Berater von Kleopatra, dargestellt von Hume Cronyn.
Sosigenes aus Alexandria ist nicht zu verwechseln mit Sosigenes dem Peripatetiker, der sich ebenfalls mit astronomischen Themen beschäftigte.